# Blissus canadensis
Blissus canadensis är en insektsart som beskrevs av Emery Clarence Leonard 1970. Blissus canadensis ingår i släktet Blissus och familjen Blissidae. Inga underarter finns listade i Catalogue of Life.